# 蘭德爾岩
蘭德爾岩（英語：Randall Rocks），是南極洲的岩石，位於葛拉漢地的法利埃海岸，處於瑪格麗特灣，在1936年由英國探險隊測量，現時由南極條約體系管理。